# Cynoglossopsis somaliensis
Cynoglossopsis somaliensis är en strävbladig växtart som beskrevs av H. Riedl. Cynoglossopsis somaliensis ingår i släktet Cynoglossopsis, och familjen strävbladiga växter. Inga underarter finns listade i Catalogue of Life.